# NGC 913
NGC 913 je čočková galaxie v souhvězdí Andromedy. Její zdánlivá jasnost je 15,0m a úhlová velikost 0,5′ × 0,2′. Je vzdálená 230 milionů světelných let, průměr má 35 000 světelných let. Galaxii objevil 30. listopadu 1878 Édouard Stephan.